# Тополиці (Лодзинське воєводство)
Тополиці (пол. Topolice) — село в Польщі, у гміні Жарнув Опочинського повіту Лодзинського воєводства.
Населення — 275 осіб (2011).
У 1975-1998 роках село належало до Пйотрковського воєводства.

## Демографія
Демографічна структура станом на 31 березня 2011 року:
|          | Загалом | Допрацездатний вік | Працездатний вік | Постпрацездатний вік |
| -------- | ------- | ------------------ | ---------------- | -------------------- |
| Чоловіки | 147     | 33                 | 100              | 14                   |
| Жінки    | 128     | 27                 | 68               | 33                   |
| Разом    | 275     | 60                 | 168              | 47                   |